# Ahsoka (série télévisée)
Cet article concerne la série. Pour le personnage de Star Wars, voir Ahsoka Tano. Pour le roman de E. K. Johnston, voir Ahsoka.
Star Wars : Les Aventures des petits Jedi Tales of the Empire
Ahsoka est une série télévisée américaine en prise de vues réelles créée par Dave Filoni dans l'univers de la saga Star Wars et diffusée à partir du 22 août 2023 sur Disney+.
Tout comme Le Livre de Boba Fett, il s'agit d'une série dérivée de The Mandalorian. Elle est centrée sur le personnage d'Ahsoka Tano qui est à la recherche du Grand Amiral Thrawn, un officier impérial de haut rang qui a disparu à la fin de la série télévisée d'animation Star Wars Rebels.
Dave Filoni est le créateur, scénariste en chef et showrunner, ainsi que le producteur exécutif aux côtés de Carrie Beck, Jon Favreau, Kathleen Kennedy et Colin Wilson. Les épisodes sont filmés par des réalisateurs variés, comme Dave Filoni, Steph Green, Rick Famuyiwa, Jennifer Getzinger, Geeta Patel ou Peter Ramsey. La série met en vedette Rosario Dawson dans le rôle-titre.

## Synopsis
L'univers de Star Wars se déroule dans une galaxie qui est le théâtre d'affrontements entre les Chevaliers Jedi et les Seigneurs Noirs des Sith, des individus sensibles à la Force, un champ énergétique mystérieux leur procurant des pouvoirs psychiques. Les Jedi maîtrisent le côté lumineux de la Force, pouvoir bénéfique et défensif, pour maintenir la paix dans la galaxie. Les Sith utilisent le côté obscur, pouvoir nuisible et destructeur, pour leurs usages personnels et pour dominer la galaxie.
Entre 9 et 11 ap. BY,,, peu de temps après la chute de l'Empire galactique et l'avènement de la Nouvelle République, l'avenir de cette dernière semble assuré : à la suite de la libération de Mandalore — qui a vu les clans mandaloriens reconquérir leur planète et éliminer un important leader impérial — les différents seigneurs de guerre impériaux sont plus dispersés et divisés que jamais. Mais quand deux Jedi renégats font évader une prisonnière de valeur, Morgan Elsbeth, l'ancienne Jedi Ahsoka Tano part à leur poursuite avec l'aide de son ex-apprentie Sabine Wren et de la générale Hera Syndulla. Elles ne tardent pas à découvrir que des moyens sans précédent ont été mis en œuvre pour ramener la seule personne capable d'unifier les seigneurs de guerre impériaux et de devenir ainsi l'héritier de l'Empire : le Grand Amiral Thrawn.

## Distribution

### Principaux
- Rosario Dawson (VF : Olivia Luccioni) : Ahsoka Tano
- Natasha Liu Bordizzo (VF : Noémie Orphelin) : Sabine Wren
- Mary Elizabeth Winstead (VF : Magali Rosenzweig) : générale Hera Syndulla
- Eman Esfandi (VF : Julien Bouanich) : Ezra Bridger
- Lars Mikkelsen (VF : Franck Capillery) : grand amiral Thrawn
- Ray Stevenson (saison 1) (VF : Féodor Atkine) / Rory McCann (saison 2) : Baylan Skoll
- Ivanna Sakhno (VF : Victoria Grosbois) : Shin Hati
- Diana Lee Inosanto (en) (VF : Corinne Wellong) : Morgan Elsbeth
- David Tennant (VF : Sébastien Desjours) : Huyang

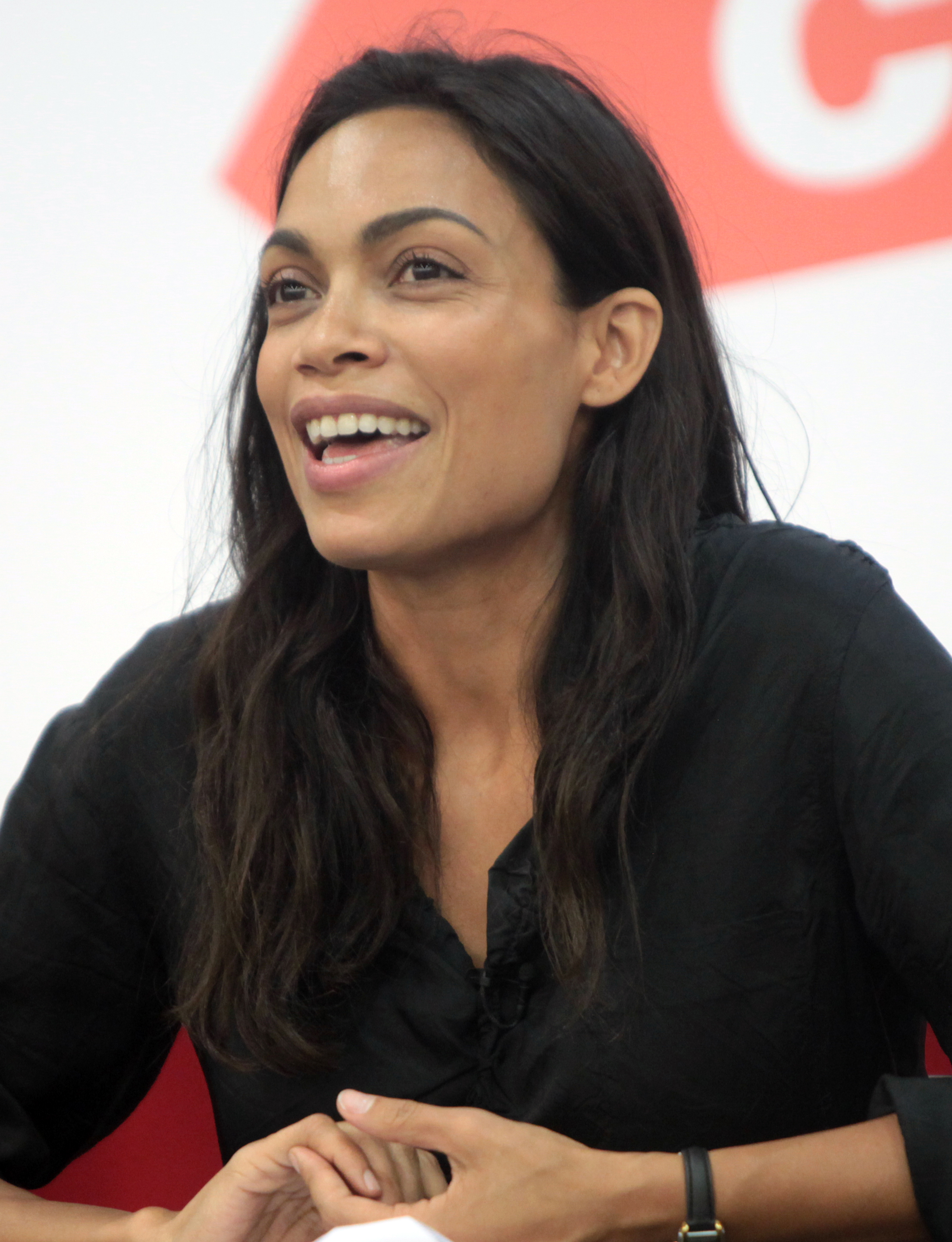
Rosario Dawson
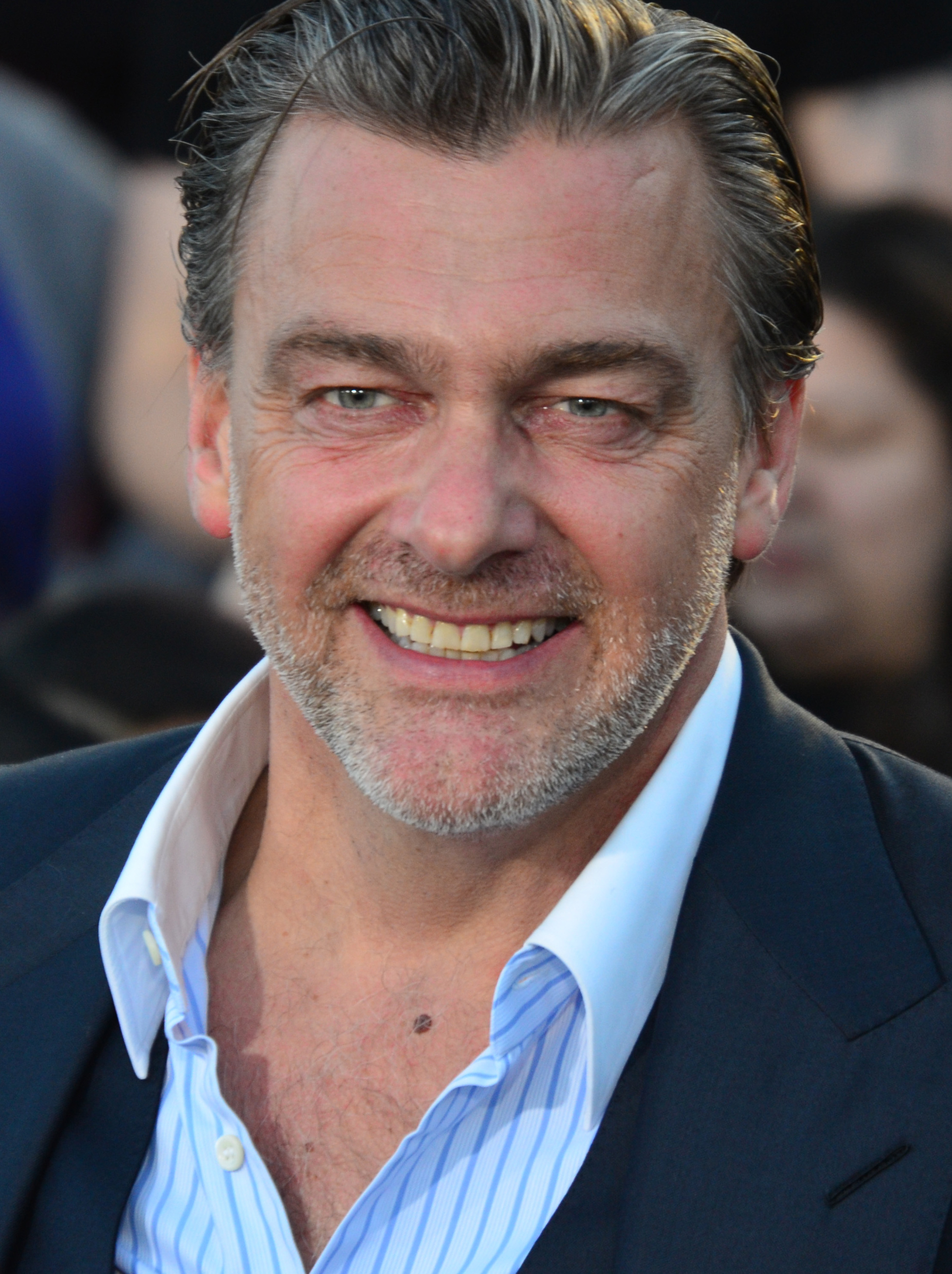
Ray Stevenson
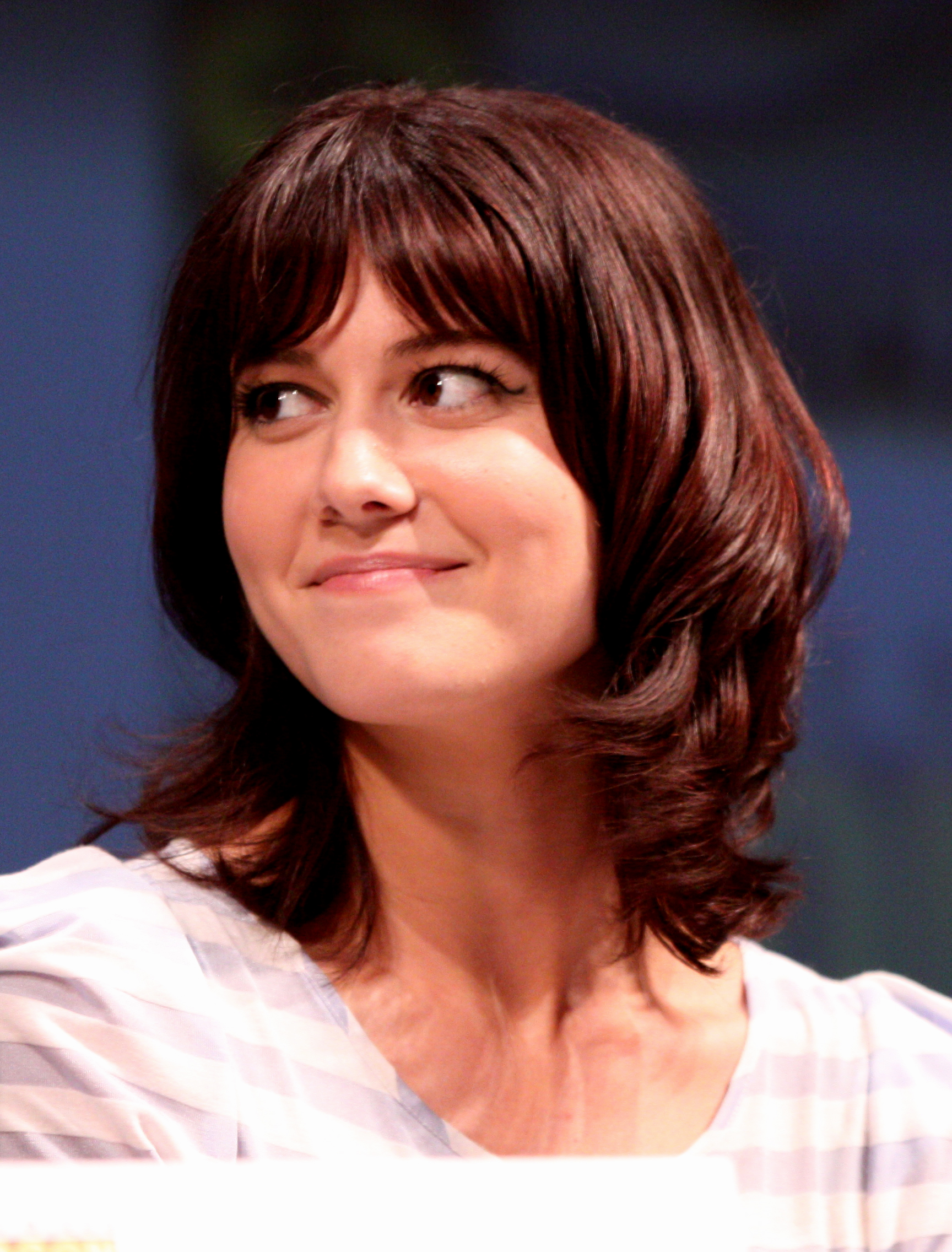
Mary Elizabeth Winstead
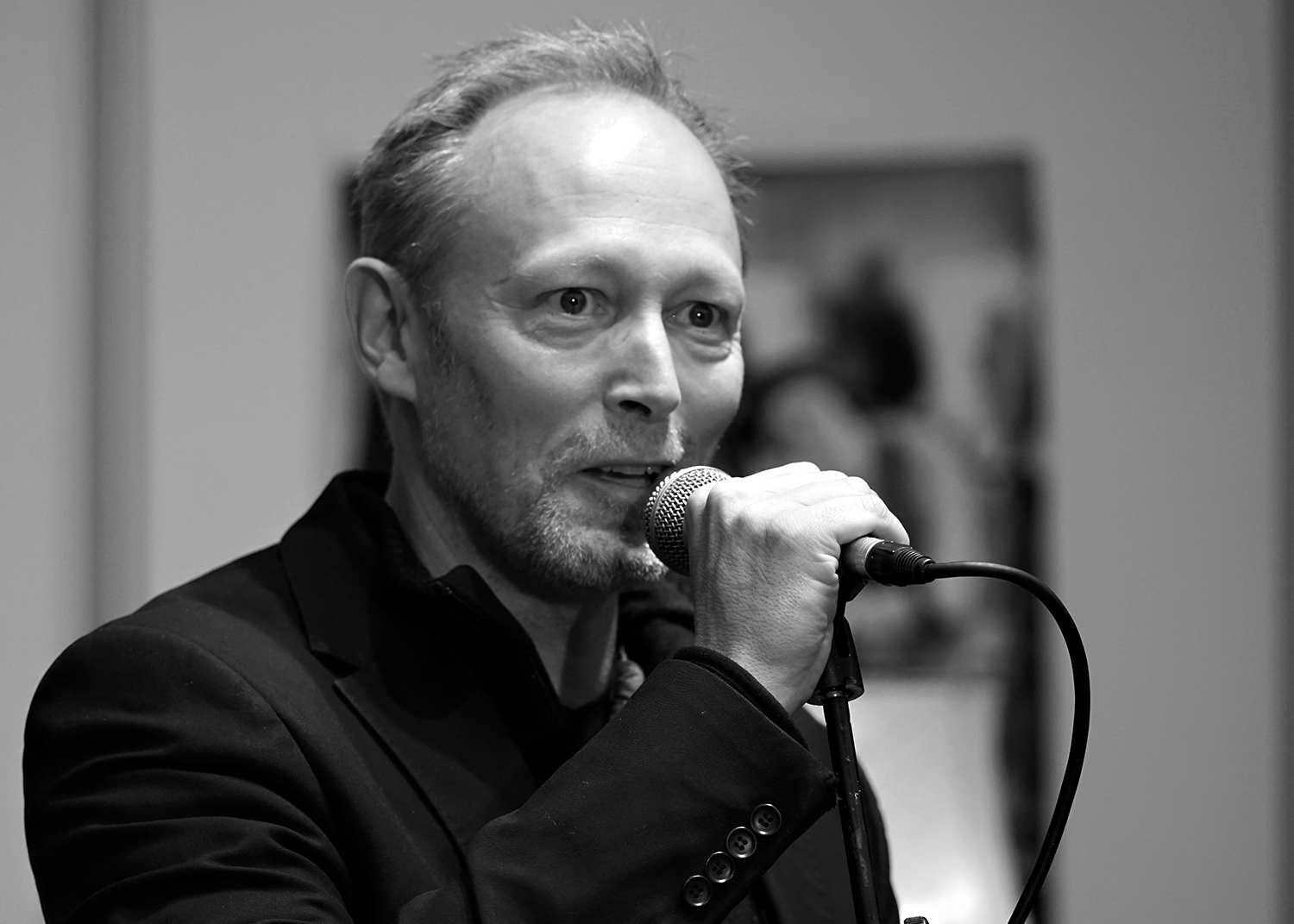
Lars Mikkelsen
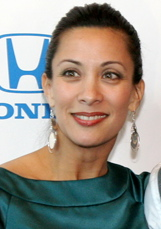
Diana Lee Inosanto (en)
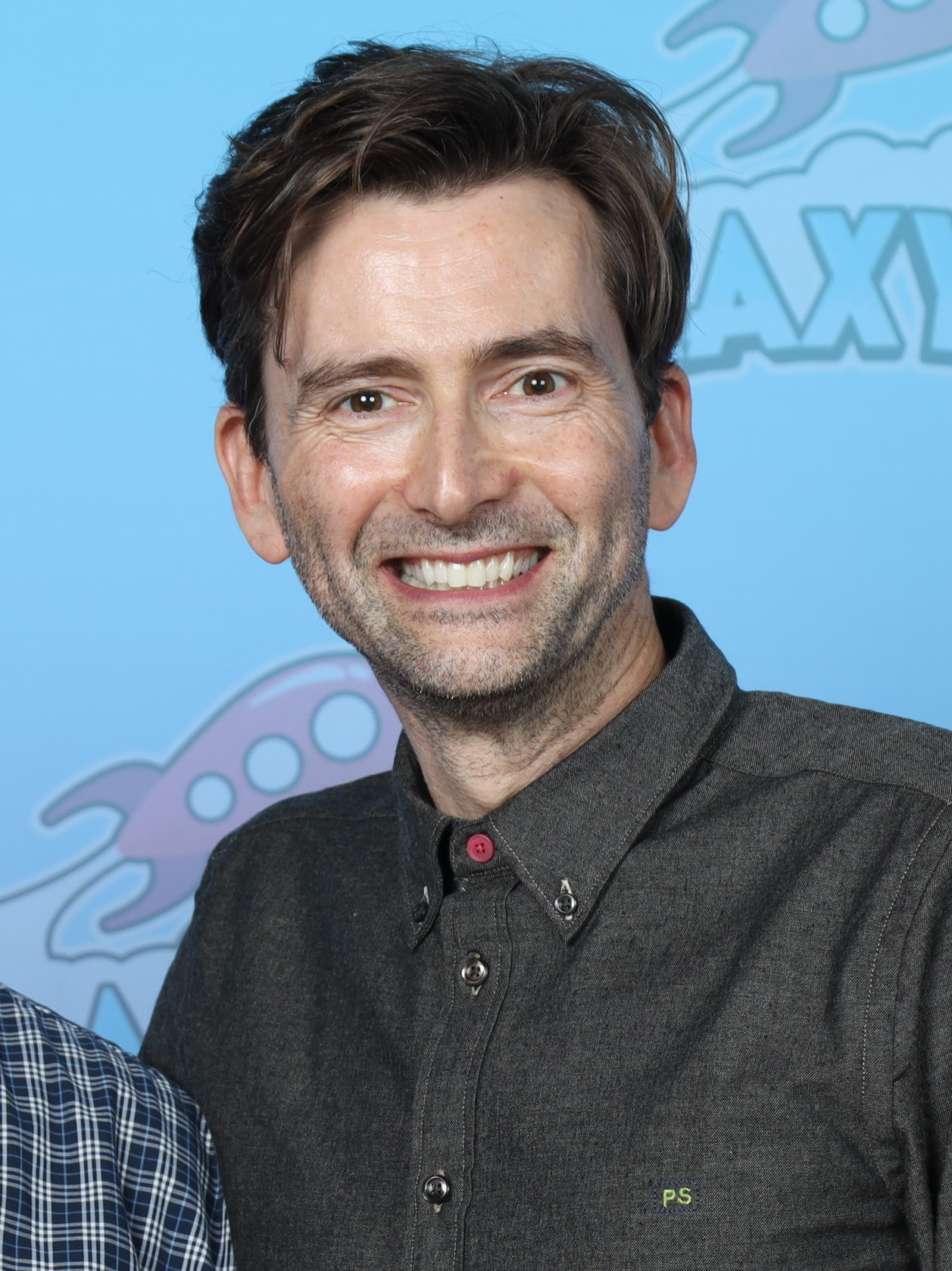
David Tennant

### Secondaires
- Hayden Christensen (VF : Emmanuel Garijo) : Anakin Skywalker / Dark Vador
- Genevieve O'Reilly (VF : Juliette Degenne) : chancelière Mon Mothma
- Paul Sun-Hyung Lee (VF : Guillaume Beaujolais) : capitaine Carson Teva
- Evan Whitten (en) (VF : Noé Henri Rouillard) : Jacen Syndulla
- Wes Chatham (VF : Pascal Germain) : capitaine Enoch
- Paul Darnell : Marrok

### Invités
- Clancy Brown (VF : Michel Voletti) : gouverneur Ryder Azadi (épisode 1)
- Mark Rolston (VF : Stefan Godin) : capitaine Hayle (épisode 1)
- Peter Jacobson : Myn Weaver (épisode 2)
- Shelby Young : C1-D1 (épisode 2)
- Jacqueline Antaramian : sénatrice Rodrigo (épisode 3 & 7)
- Moe Irvin : sénateur Mawood (épisode 3 & 7)
- Nelson Lee (VF : Stéphane Fourreau) : sénateur Xiono (épisode 3 & 7)
- Nican Robinson : premier officier Vic Hawkins (épisodes 3 et 4)
- Ariana Greenblatt (VF : Jaynélia Coadou) : Ahsoka Tano jeune (épisode 5)
- Temuera Morrison (VF : Serge Biavan) : Rex (voix, épisode 5)
- Eisa Davis (en) (VF : Géraldine Asselin) : capitaine Girard (épisode 5)
- Claudia Black (VF : Brigitte Aubry) : Klothow (épisodes 6, 7 et 8)
- Jeryl Prescott (VF : Virginie Emane) : Aktropaw (épisodes 6, 7 et 8)
- Jane Edwina Seymour (VF : Olivia Dutron) : Lakesis (épisodes 6, 7 et 8)
- Anthony Daniels (VF : Jean-Claude Donda) : C-3PO (épisode 7)

- Version française
  - Société de doublage : Dubbing Brothers
  - Direction artistique : Fabrice Josso
  - Adaptation des dialogues : Nicolas Mourguye

 Source et légende : version française (VF) sur RS Doublage et carton de doublage de la fin du générique des épisodes.

## Production

### Développement
En février 2020, le président-directeur général de The Walt Disney Company Robert Iger annonce que des spin-off de la série The Mandalorian sont en cours de développement,.
Le 10 décembre 2020, la série est officiellement annoncée par Kathleen Kennedy pour sortir sur Disney+. Le titre et le logo sont dévoilés. Il est annoncé que Rosario Dawson reprendra le rôle d'Ahsoka Tano qu'elle avait tenu dans l'épisode 5 de la saison 2 de The Mandalorian,.
Le 23 octobre 2021, Hayden Christensen reprendra son rôle de Anakin Skywalker / Dark Vador, l'ancien maître d'Ahsoka.
Le 14 février 2022, la présence de Ray Stevenson est annoncée dans le rôle d'un amiral dont l'identité n'est pas confirmée mais qui ne sera cependant pas le grand amiral Thrawn,.
Le 9 septembre 2022, Eman Esfandi est officialisé dans le rôle d'Ezra Bridger.
Le 7 avril 2023, à la Star Wars Celebration, les deux premiers teasers sont révélés et Lars Mikkelsen, qui prêtait déjà sa voix au personnage dans Star Wars Rebels, est confirmé dans le rôle de Thrawn. David Tennant reprend son rôle de Huyang qu’il jouait déjà dans Star Wars: The Clone Wars.
Le 9 janvier 2024, la série est renouvelée pour une deuxième saison.
À la suite du décès de Ray Stevenson en mai 2023, en janvier 2025, la production a décidé de recaster le personnage de Baylan Skoll pour la deuxième saison de la série en choisissant l'acteur Rory McCann de la série Game of Thrones.

### Tournage
Le tournage débute le 9 mai 2022 à Los Angeles,, sous le faux-titre Stormcrow.

### Fiche technique
Sauf indication contraire, les informations mentionnées dans cette section peuvent être confirmées par la base de données cinématographiques IMDb,  présente dans la section « Liens externes ».
- Titre original : Ahsoka
- Création : Dave Filoni
- Réalisation : Dave Filoni, Steph Green (en), Rick Famuyiwa, Jennifer Getzinger (en), Geeta Patel (en) et Peter Ramsey
- Scénario : Dave Filoni
- Musique : Kevin Kiner
- Direction artistique : Steve Christensen, Rachel Aguirre et Frances Lynn Hernandez
- Décors : Todd Cherniawsky, Doug Chiang et Andrew L. Jones
- Montage : Dana E. Glauberman, Rosanne Tan et James D. Wilcox (en)
- Casting : Sarah Halley Finn (en)
- Production :
  - Production exécutive : Carrie Beck, Jon Favreau, Dave Filoni, Kathleen Kennedy et Colin Wilson (en)
  - co-production exécutive : Karen Gilchrist
  - co-production : John Hampian et R.J. Mino
- Sociétés de production : Lucasfilm
- Sociétés de distribution : Disney+
- Pays de production :  États-Unis
- Langue originale : anglais
- Genre : science-fiction
- Dates de première diffusion :
  - Mondial : 22 août 2023

### Diffusion internationale
Les deux premiers épisodes sont disponibles sur la plateforme de vidéo à la demande Disney+ le 22 août 2023 à 21 h EDT,.

## Personnages
- Ahsoka Tano : elle est l'ancienne apprentie Jedi d'Anakin Skywalker. Elle quitte l'Ordre peu avant la fin de la guerre des clones et survit à la grande purge Jedi, notamment grâce à l'aide du soldat clone Rex. Durant l'ère impériale, elle rejoint la rébellion et participe à plusieurs actions armées. Après la disparition de Thrawn et Ezra Bridger, elle s'éloigne de la cause rebelle et se met à leur recherche[21].
- Sabine Wren : elle est une Mandalorienne passionnée d'art. Dans sa jeunesse, elle intègre l'Académie impériale de Mandalore qu'elle quitte après qu'une de ses inventions a été utilisée contre son peuple. Elle rejoint ensuite un groupe de rebelles comptant notamment l'ancien padawan Kanan Jarrus et Hera Syndulla. Après la disparition de Thrawn et Ezra, elle est brièvement formée aux arts Jedi par Ahsoka Tano[22],[23].
- Grand amiral Thrawn : il est un membre de l'Ascendance Chiss, un empire des Régions inconnues, qui a pour mission de déterminer si la République, puis l'Empire, peuvent être des alliés capables de vaincre les Grysks, ennemis des Chiss. Il parvient à intégrer l'Empire et à monter les échelons jusqu'au grade de grand amiral qui lui permet de diriger la septième flotte. Il lance la production d'un nouveau type de chasseurs TIE, le Défenseur TIE, et tente de mater la rébellion naissante sur Lothal. Il disparait en même temps qu'Ezra Bridger, emporté par un banc de purrgils[24].
- Ezra Bridger : il est un orphelin vivant sur Lothal recueilli par l'équipage du Ghost puis intègre la rébellion. Il est formé aux arts Jedi par Kanan Jarrus et possède notamment la capacité d'établir des liens avec les animaux sauvages. Il disparait emmené par des purrgils alors qu'il combattait Thrawn sur le pont de son Destroyer stellaire[25].
- Hera Syndulla : elle est issue de l'une des plus importantes familles de Ryloth, son père Cham s'est notamment illustré contre les forces d'invasion de la Confédération des systèmes indépendants lors de la guerre des clones. Après l'avènement de l'Empire, elle cherche des alliés pour se rebeller contre son autorité. Elle fait notamment la rencontre de Kanan Jarrus, un ancien padawan Jedi qui l'invite à le rejoindre. Peu à peu, le groupe se renforce et gagne de nouveaux membres. Elle donne naissance à Jacen Syndulla peu de temps après le décès de Kanan, le père de l'enfant. Elle participe à des évènements majeurs de la guerre civile galactique tels que la bataille de Scarif, la bataille de Yavin, la bataille de Hoth et la bataille d'Endor[26].
- Huyang : Droïde architecte, il a entraîné les jeunes novices de l'Ordre Jedi dans la conception de leur sabre laser depuis de nombreux siècles[27].

## Épisodes

### Saison 1 (2023)
1. Première partie : Maître et apprentie (Part One: Master and Apprentice)
2. Deuxième partie : Efforts et difficultés (Part Two: Toil and Trouble)
3. Troisième partie : L'Heure de s'envoler (Part Three: Time to fly)
4. Quatrième partie : Jedi Déchu (Part Four: Fallen Jedi)
5. Cinquième partie : Le Guerrier de l'ombre (Part Five: Shadow Warrior)
6. Sixième partie : Lointaine, très lointaine (Part Six: Far, Far Away)
7. Septième partie : Rêves et folie (Part Seven: Dreams and Madness)
8. Huitième partie : La Jedi, la Sorcière et le Seigneur de la guerre (Part Eight: The Jedi, The Witch and The Warlord)

### Saison 2 (2026)
La saison 2 de la série Ahsoka a été officialisée au début de l'année 2024, le tournage a été annoncé pour le mois de mai 2025,.